# シリパ岬

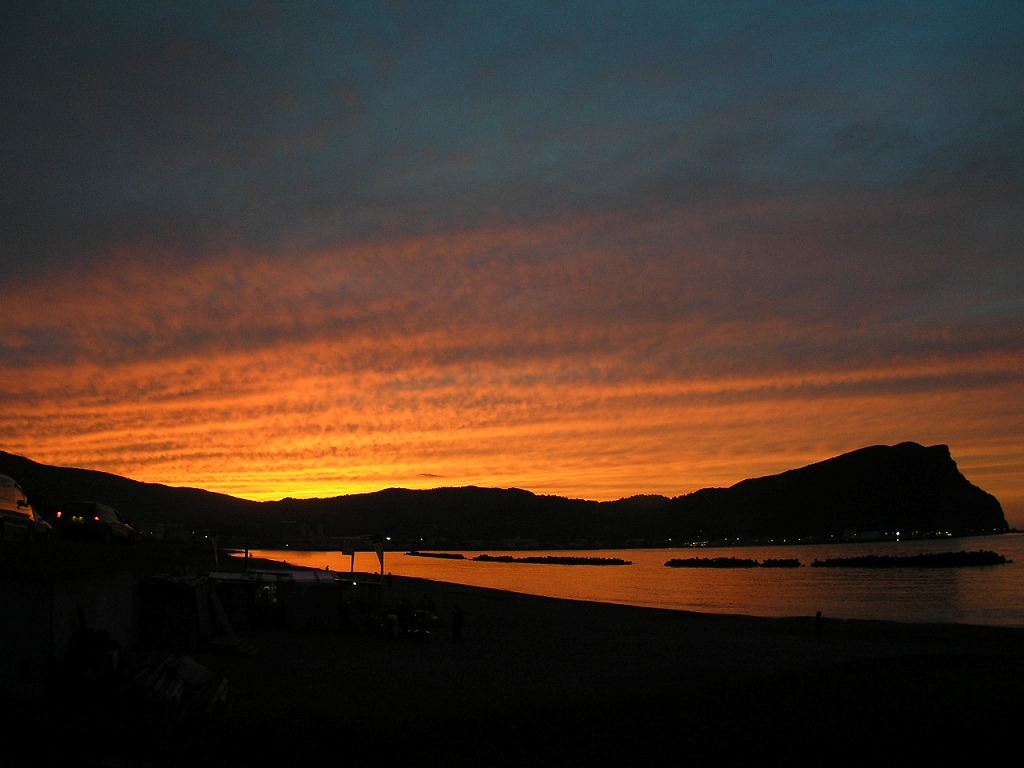
余市町浜中町から見る夕暮れのシリパ岬

シリパ岬（しりぱみさき）は、北海道余市郡余市町にある岬。ニセコ積丹小樽海岸国定公園の一部をなしている。

## 概要
積丹半島の付け根にあり、日本海を望む。岬は標高295.8mのシリパ山が海に落ちるような断崖が特徴的で、絶壁の下には洞窟があるという言い伝えがあり、伝説が残されている。 
妻を亡くして寂しく暮らす若者が、ある日、漁の帰りにシリパ岬の断崖の下で死んだはずの妻が海苔を採る姿を見つけ、船で近づくと妻は洞穴の中に逃げ込んだ。男が妻恋しさのあまり夢中で洞窟に入るとそこは死者ばかりが暮らす部落になっていた。その中のある老人が若者に「ここはまだ、お前の来るところではない。早く帰りなさい」と強く言い、若者は追い返されてしまう。しかし若者はそれ以来腑抜けのようになり仕事も手につかず、やがて死んでしまった。この洞穴は、コタンからは昔より恐れられていたが、それ以来「オマンルパロ」（あの世への入り口）と呼ばれ、誰も近寄らなくなったという。 
岬から積丹半島にかけての海岸線には、夫婦岩、ローソク岩、恵比寿岩、大黒岩などの名のついた奇岩が連続し、海岸沿いを走る国道229号から眺めることができる。

## 名称の由来
アイヌ語でSir-pa「海中に突き出す山の頭」を意味する。

## 交通アクセス
- 鉄道 : JR余市駅より約6km。
- 自動車 : 余市中心部より国道229号を北西へ約6km。

## 周辺観光
- フゴッペ洞窟
- フゴッペ川温泉
- ニッカウヰスキー北海道工場（余市蒸留所）
- 北海ソーラン祭り
- 各種観光農園など
- 余市宇宙記念館
- よいち水産博物館
- ジャンプ王国余市展示ホール
- ローソク岩、えびす岩、大黒岩
- 円山公園